# Адміністративний устрій Миронівського району
Миронівський район існував у 1923–2020 роках у межах Київської області УРСР та України. Адміністративним центром району була Миронівка. Адміністративно-територіально район поділявся на міські, селищні та сільські ради, до яких входили різні типи поселень (міста, селища міського типу, села, хутори тощо).
Район утворювався тричі у різних межах: у 1923, 1935 та 1965 роках, і тричі ліквідовувався: у 1931, 1962 та 2020 роках відповідно. Також у 1966 році район було розділено на два райони (Миронівський і Богуславський). Отже, район мав загалом 3 періоди існування у 4 різних конфігураціях меж.
У 1923–1931 роках до району входило 15 сільрад, які містили 22 поселень. Сам район у цей час входив спочатку до Шевченківської (Корсунської) округи Київської губернії УСРР (до 1925 року), потім до Білоцерківської округи УСРР (у 1925–1930 роках), а потім підпорядковувався безпосередньо центральному уряду УСРР (після 1930 року).
У 1935–1962 роках до району входили Миронівська сільська/селищна рада і 12–17 сільрад, які містили 23–26 поселень. Сам район у цей час входив до Київської області УСРР/УРСР, причому у 1948–1962 роках він називався Старченківський.
У 1965–1966 роках до району входили місто Богуслав, Миронівська селищна рада і 41–42 сільради, а сам район входив до Київської області.
У 1966–2020 роках до району входили Миронівська селищна/міська рада і 21–23 сільради, які містили 44–47 поселень, а сам район продовжував входити до Київської області. У 2018–2019 роках Миронівська міськрада і 4 сільради увійшли до складу Миронівської та Ржищівської об'єднаних територіальних громад, а у 2020 році вже усі ради/громади району увійшли до складу Миронівської та Ржищівської громад, які натомість увійшли до новоутвореного Обухівського району Київської області.

## Устрій у 1965–1966 роках
4 січня 1965 року був виданий Указ Президії Верховної Ради УРСР «Про внесення змін до адміністративного районування Української РСР», відповідно до якого відбулося об’єднання обласних (промислових) і обласних (сільських) рад депутатів трудящих УРСР і розукрупнення районів на території Української РСР. Зокрема у Київській області було відновлено Миронівський район із центром у селищі міського типу Миронівка у складі:
- міста Богуслав і Миронівської селищної ради Богуславської міськради;
- 20 сільрад Кагарлицького району: Владиславська, Грушівська, Ємчиська, Зеленьківська, Карапишівська, Кип’ячківська, Козинська, Македонська, Малобукринська, Маслівська, Олександрівська, Піївська, Потіцька, Пустовітська, Росавська, Тулинська, Ходорівська, Шандрівська, Юхнівська і Яхнівська;
- 21 сільрада Таращанського району: Бієвецька, Бранопільська, Вільховецька, Дибинецька, Дмитренківська, Іванівська, Ісайківська, Киданівська, Медвинська, Мисайлівська, Мітаївська, Москаленківська, Побережківська, Розкопанецька, Саварська, Семигорівська, Синицька, Тептіївська, Хохітвянська, Шупиківська і Щербашинецька.[1][2]

10 березня 1966 року рішенням виконавчого комітету Київської обласної ради депутатів трудящих №149 «Про адміністративно-територіальні зміни в окремих районах області» у районі:
- утворено Вікторівську сільраду з центром в селі Вікторівка, якій підпорядковані села Матвіївка і Фролівка Олександрівської сільради.[1]

## Устрій у 1966–2020 роках
8 грудня 1966 року Указом Президії Верховної Ради УРСР «Про утворення нових районів Української РСР» із Миронівського району було виокремлено Богуславський район, що складався із міста Богуслав та 21 сільради, які були включені до Миронівського району із Таращанського району у 1965 році. Отже у складі Миронівського району залишилися: Миронівська селищна рада та 21 сільська рада: Вікторівська, Владиславська, Грушівська, Ємчиська, Зеленьківська, Карапишівська, Кип’ячківська, Козинська, Македонська, Малобукринська, Маслівська, Олександрівська, Піївська, Потіцька, Пустовітська, Росавська, Тулинська, Ходорівська, Шандрівська, Юхнівська і Яхнівська.
20 травня 1967 року видано рішення виконавчого комітету Київської обласної ради депутатів трудящих №402 «Про уточнення найменувань окремих населених пунктів області», відповідно до якого уточнено найменування населених пунктів:
- село Кутелів Хутір — в село Кутелів,
- село Салів Хутір — в село Салів.[1]

18 березня 1968 року був виданий Указ Президії Верховної Ради УРСР «Про віднесення селищ міського типу Миронівка і Тетіїв Київської області до категорії міст районного підпорядкування».
9 листопада 1970 року видано рішення виконавчого комітету Київської обласної ради депутатів трудящих №767 «Про зміни в адміністративно-територіальному поділі окремих районів області», відповідно до якого:
- центр Ходорівської сільради перенесений в село Ведмедівку, а сільрада перейменована у Ведмедівську.[1]

8 січня 1971 року був виданий Указ Президії Верховної Ради УРСР «Про присвоєння найменувань окремим населеним пунктам Київської області», відповідно до якого присвоєні найменування поселенням відділень бурякорадгоспу Миронівського цукрового комбінату:
- відділенню «Вербова» — село Світле;
- відділенню «Червоний Жовтень» — село Польове.[1]

20 січня 1971 року рішенням виконавчого комітету Київської обласної ради депутатів трудящих №30 «Про зміни в адміністративно-територіальному поділі окремих районів області»:
- в облікові дані включені села Польове і Світле Зеленьківської сільради.[1]

Станом на 1 січня 1972 року і 1 січня 1979 року у складі району налічувалося 22 ради (Миронівська міська та 21 сільська рада) та 46 поселень (місто Миронівка і 45 сіл).
29 жовтня 1979 року рішенням виконавчого комітету Київської обласної ради народних депутатів №514 «Про зміни в адміністративно-територіальному поділі Миронівського та Чорнобильського районів» у складі району:
- утворена Центральненська сільрада з центром в селі Центральне з підпорядкуванням їй сіл Андріївка, П’ятирічка і П’ятихатка Миронівської міськради;
- Ведмедівська і Грушівська сільради об’єднані в одну Грушівську сільраду з центром в селі Грушів.[1]

21 грудня 1987 року видано рішення виконавчого комітету Київської обласної ради народних депутатів №344 «Про зміни в адміністративно-територіальному устрої ряду районів області», відповідно до якого:
- відновлено село Микитяни, що раніше було приєднане до села Яхни, підпорядкувавши його Яхнівській сільській раді.[1]

21 травня 1991 року на 6 сесії ХХІ скликання прийнято рішення Київської обласної ради народних депутатів «Про часткові зміни в адміністративно-територіальному устрої Білоцерківського, Згурівського, Макарівського, Миронівського, Поліського, Таращанського, Володарського та Яготинського районів», відповідно до якого у районі утворено такі сільські ради:
- Коротищенська — з центром у селі Коротище, яке до утворення сільської ради було підпорядковане Потіцькій сільраді;
- Полівська — з центром у селі Польове, підпорядкувавши сільраді село Світле Зеленьківської сільради.[1]

19 серпня 1999 року прийнято рішення Київської обласної ради №138-08 «Про часткові зміни в адміністративно-територіальному устрої окремих районів області», відповідно до якого у районі:
- з облікових даних виключене село Сталівка Кип’ячківської сільради.[1]

На кінець 2010 року до Миронівського району входили Миронівська міська і 23 сільські ради, у складі яких налічувалося 46 поселень.
19 травня 2016 року Верховною Радою України було:
- перейменоване село П'ятирічка на село Нова Миронівка.[6]

Під час адміністративно-територіальної реформи 2015–2020 років на території району почали утворюватися об'єднані територіальні громади (ОТГ) шляхом об'єднання місцевих рад (відповідних громад).
У 2018 році:
- Миронівська міська рада та Центральненська і Яхнівська сільські ради об'єдналися у Миронівську ОТГ;[7]
- Піївська сільська рада увійшла до Ржищівської ОТГ утвореної навколо міста обласного значення Ржищева.[8]

У 2019 році:
- до Миронівської ОТГ доєдналися Владиславська сільська рада Миронівського району та Іванівська і Михайлівська сільські ради Богуславського району.[7]

12 червня 2020 року усі ради (територіальні громади) району увійшли до складу Миронівської та Ржищівської громад:
- до Миронівської громади увійшли 21 рада/громада: Миронівська міська і Вікторівська, Владиславська, Ємчиська, Зеленьківська, Карапишівська, Кип'ячківська, Козинська, Коритищенська, Македонська, Маслівська, Олександрівська, Полівська, Потіцька, Пустовітська, Росавська, Тулинська, Центральненська, Шандрівська, Юхнівська та Яхнівська сільські;
- до Ржищівської громади увійшли 3 сільські ради/громади: Грушівська, Малобукринська та Піївська.[9]

19 липня 2020 року сам район було ліквідовано, а Миронівська та Ржищівська громади були включені до новоутвореного Обухівського району Київської області.
Дані зібрані у наступних таблицях.

### Ради і населені пункти району
| №             | Рада                                   | Населені пункти (першим вказано центр ради) |
| ------------- | -------------------------------------- | --- |
| 1             | Миронівська міська (до 1968 — селищна) | м. Миронівка (до 1968 — смт), с. Нова Олександрівка, с. Центральне (до 1979, →Центральненська), с. Андріївка (до 1979, →Центральненська), с. П'ятирічка (до 1979, →Центральненська), с. П'ятихатка (до 1979, →Центральненська) |
| Сільські ради |                                        | |
| 2             | Ведмедівська (1970–1979, →Грушівська)  | с. Ведмедівка, с. Ходорів |
| 3             | Вікторівська                           | с. Вікторівка, с. Матвіївка, с. Фролівка |
| 4             | Владиславська                          | с. Владиславка, с. Вахутинці, с. Гулі |
| 5             | Грушівська                             | с. Грушів, с. Дударі, с. Ведмедівка (з 1979), с. Ходорів (з 1979) |
| 6             | Ємчиська                               | с. Ємчиха |
| 7             | Зеленьківська                          | с. Зеленьки, с. Польове (★1971–1991, →Полівська), с. Світле (★1971–1991, →Полівська) |
| 8             | Карапишівська                          | с. Карапиші |
| 9             | Кип'ячківська                          | с. Кип'ячка, с. Горобіївка, с. Сталівка (†1999), с. Тарасівка |
| 10            | Козинська                              | с. Козин, с. Кутелів (Кутелів Хутір), с. Салів (Салів Хутір) |
| 11            | Коритищенська (з 1991)                 | с. Коритище |
| 12            | Македонська                            | с. Македони, с. Кулешів, с. Малі Прицьки |
| 13            | Малобукринська                         | с. Малий Букрин, с. Великий Букрин, с. Ромашки |
| 14            | Маслівська                             | с. Маслівка |
| 15            | Олександрівська                        | с. Олександрівка |
| 16            | Піївська                               | с. Пії, с. Липовий Ріг |
| 17            | Полівська (з 1991)                     | с. Польове, с. Світле |
| 18            | Потіцька                               | с. Потік, с. Коритище (до 1991, →Коритищенська) |
| 19            | Пустовітська                           | с. Пустовіти |
| 20            | Росавська                              | с. Росава |
| 21            | Тулинська                              | с. Тулинці |
| 22            | Ходорівська (до 1970, ⇒Ведмедівська)   | с. Ходорів, с. Ведмедівка |
| 23            | Центральненська (з 1979)               | с. Центральне, с. Андріївка, с. Нова Миронівка (П'ятирічка), с. П'ятихатка |
| 24            | Шандрівська                            | с. Шандра |
| 25            | Юхнівська                              | с. Юхни |
| 26            | Яхнівська                              | с. Яхни, с. Микитяни (☆1987) |

* Скорочення і позначення: м. — місто, смт — селище міського типу, с. — село, ★ — село утворено, ☆ — село відновлено, † — село знято з обліку, → — до якої сільради включено/приєднано село/сільраду, ⇒ — нова назва сільради

### Устрій перед ліквідацією
| №  | Назва                         | Центр            | Населені пункти                                            | Площа, км² | Населення (2001), осіб. | Код КОАТУУ | ОТГ, до якої увійшла рада у 2015–2020 рр. | Громада, до якої увійшла рада у 2020 р. |
| -- | ----------------------------- | ---------------- | ---------------------------------------------------------- | ---------- | ----------------------- | ---------- | ----------------------------------------- | --------------------------------------- |
| 1  | Миронівська міська рада       | м. Миронівка     | м. Миронівка с. Нова Олександрівка                         | 115        | 13 339                  | 3222910100 | Миронівська (2018)                        | Миронівська                             |
| 2  | Вікторівська сільська рада    | с. Вікторівка    | с. Вікторівка с. Матвіївка с. Фролівка                     | 44,47      | 634                     | 3222980900 |                                           | Миронівська                             |
| 3  | Владиславська сільська рада   | с. Владиславка   | с. Владиславка с. Вахутинці с. Гулі                        | 60,1       | 1928                    | 3222981200 | Миронівська (2019)                        | Миронівська                             |
| 4  | Грушівська сільська рада      | с. Грушів        | с. Грушів с. Ведмедівка с. Дударі с. Ходорів               | 60,17      | 987                     | 3222981500 |                                           | Ржищівська                              |
| 5  | Ємчиська сільська рада        | с. Ємчиха        | с. Ємчиха                                                  | 52,1       | 530                     | 3222981800 |                                           | Миронівська                             |
| 6  | Зеленьківська сільська рада   | с. Зеленьки      | с. Зеленьки                                                | 21,31      | 1873                    | 3222982200 |                                           | Миронівська                             |
| 7  | Карапишівська сільська рада   | с. Карапиші      | с. Карапиші                                                | 18,23      | 3081                    | 3222982600 |                                           | Миронівська                             |
| 8  | Кип'ячківська сільська рада   | с. Кип'ячка      | с. Кип'ячка с. Горобіївка с. Тарасівка                     | 45,1       | 955                     | 3222982900 |                                           | Миронівська                             |
| 9  | Козинська сільська рада       | с. Козин         | с. Козин с. Кутелів с. Салів                               | 43,06      | 1615                    | 3222983300 |                                           | Миронівська                             |
| 10 | Коритищенська сільська рада   | с. Коритище      | с. Коритище                                                | 15,9       | 238                     | 3222983400 |                                           | Миронівська                             |
| 11 | Македонська сільська рада     | с. Македони      | с. Македони с. Кулешів с. Малі Прицьки                     | 20,85      | 872                     | 3222983600 |                                           | Миронівська                             |
| 12 | Малобукринська сільська рада  | с. Малий Букрин  | с. Малий Букрин с. Великий Букрин с. Ромашки               | 39,3       | 375                     | 3222984000 |                                           | Ржищівська                              |
| 13 | Маслівська сільська рада      | с. Маслівка      | с. Маслівка                                                | 51,88      | 1910                    | 3222984300 |                                           | Миронівська                             |
| 14 | Олександрівська сільська рада | с. Олександрівка | с. Олександрівка                                           | 33,2       | 613                     | 3222980300 |                                           | Миронівська                             |
| 15 | Піївська сільська рада        | с. Пії           | с. Пії с. Липовий Ріг                                      | 39,26      | 1450                    | 3222985400 | Ржищівська (2018)                         | Ржищівська                              |
| 16 | Полівська сільська рада       | с. Польове       | с. Польове с. Світле                                       | 11,3       | 595                     | 3222985700 |                                           | Миронівська                             |
| 17 | Потіцька сільська рада        | с. Потік         | с. Потік                                                   | 88,5       | 1106                    | 3222985900 |                                           | Миронівська                             |
| 18 | Пустовітська сільська рада    | с. Пустовіти     | с. Пустовіти                                               | 65,8       | 1177                    | 3222986300 |                                           | Миронівська                             |
| 19 | Росавська сільська рада       | с. Росава        | с. Росава                                                  | 70,91      | 2410                    | 3222986700 |                                           | Миронівська                             |
| 20 | Тулинська сільська рада       | с. Тулинці       | с. Тулинці                                                 | 64         | 383                     | 3222988000 |                                           | Миронівська                             |
| 21 | Центральненська сільська рада | с. Центральне    | с. Центральне с. Андріївка с. Нова Миронівка с. П'ятихатка | 22,13      | 1860                    | 3222988300 | Миронівська (2018)                        | Миронівська                             |
| 22 | Шандрівська сільська рада     | с. Шандра        | с. Шандра                                                  | 95         | 1023                    | 3222988400 |                                           | Миронівська                             |
| 23 | Юхнівська сільська рада       | с. Юхни          | с. Юхни                                                    | 64,8       | 733                     | 3222988800 |                                           | Миронівська                             |
| 24 | Яхнівська сільська рада       | с. Яхни          | с. Яхни с. Микитяни                                        | 29,66      | 1116                    | 3222989100 | Миронівська (2018)                        | Миронівська                             |

* Скорочення: м. — місто, смт — селище міського типу, с. — село, с-ще — селище